# Gamma del Corb
Gamma del Corb (γ Corvi) és l'estel més brillant de la constel·lació del Corb, amb magnitud aparent +2,58. Es tracta d'un estel binari, el component principal del qual rep el nom de Gienah, que prové de l'àrab الجناح الغراب اليمن al-janāħ al-ghirāb al-yaman i significa «l'ala dreta del corb», encara que en les cartes modernes marca l'ala esquerra. Està situat a dalt a la dreta dins del quadrilàter que formen els quatre estels principals. No s'ha de confondre amb Giennah (ε Cygni).
Situada a 165 anys llum del Sistema Solar, Gamma del Corb és una geganta blanc-blavosa de tipus espectral B8III i 12.400 K de temperatura. Amb una lluminositat 355 vegades major que la del Sol, el seu radi —el valor de la qual s'obté a partir de la mesura del seu diàmetre angular, 0,799 mil·lisegons d'arc— és 4,4 vegades més gran que el radi solar. En el diagrama de Hertzsprung-Russell està encara prop de la seqüència principal, i dins d'uns pocs milions d'anys s'expandirà transformant-se en un gegant vermell.
Gamma del Corb destaca per la seva composició química anòmala, amb nivells elevats de mercuri i manganès, i nivells desacostumadament baixos d'alumini i níquel. Forma part del grup d'estels de mercuri-manganès, la representant més brillant dels quals és Alpheratz (α Andromedae). Com altres membres d'aquesta classe, la seva velocitat de rotació (32 km/s) és relativament lenta en comparació d'altres estels similars.